# Хосров I (цар Великої Вірменії)
Хосров I (вірм. Խոսրով Ա) — принц Парфії, якого римляни призначили царем Великої Вірменії.

## Життєпис
Хосров I був одним із синів парфянського царя Вагарша II. Як і батько, Хосров I був представником династії парфянських правителів, Аршакідів.
198 року, коли його батько був одночасно правителем Парфії та Вірменії, Вагарш II передав свій вірменський престол Хосрову I. Останній правив Вірменією до 217 року. У вірменських джерелах Хосрова I часто плутають із його відомим правнуком Хосровом II.
Хосров I був одним із царів, якого історики вважають нейтральним у відношенні до Риму. 198 року, коли римський імператор Септимій Север здійснив один зі своїх великих походів проти Парфії, зруйнувавши її столицю, Ктесифон, Хосров I надіслав Северу подарунки й заручників. Як ставленик Риму, Хосров I мав протекцію Септимія Севера та його наступника Каракалли.
У 214–216 роках Хосров I разом зі своєю родиною перебував під римським арештом з невідомих причин, що спричинило масштабне повстання у Вірменії проти Риму. 215 року Каракалла з римською армією вторгся до меж Вірменії, придушивши повстання.
217 року, після смерті Хосрова I, його син Трдат II отримав вірменську корону від римського імператора Каракалли. Трдат II був проголошений вірменським царем після убивства імператора, що сталось 8 квітня 217 року.